# هارد استپ
هارد استپ (به انگلیسی: Hardstep) زیرسبکی از درام اند بیس است که در سال ۱۹۹۴ ظهور کرد. (این سبک نباید با دارک استپ یا سبک جدید درام اند بیس/هارداستایل که با نام «درام‌استایل» شناخته می‌شود، اشتباه گرفته شود) از مشخصه‌های این سبک می‌توان به ساختار خشن و جسورانه اشاره کرد. فرجه‌ها و وقفه‌ها نسبت به اولدسکول جانگل دارای صداهای برش خوردهٔ کمتری هستند، همچنین در این سبک، از ملودی‌های سادهٔ الکترونیک سریع‌تر و شدیدتر استفاده شده‌است. یکی دیگر از مشخصه‌های این سبک در واقع استفاده از سازهای ضربی کم‌حجم برای ساخت ضرب قطعه است.
با وجود اینکه سبک تک استپ در محبوبیت از هارد استپ پیشی گرفت، طرفداران این سبک همچنان باقی بودند، زیرا این سبک به وسیلهٔ جنگل‌گرایان نیز مورد توجه قرار گرفته بود. امروزه هارد استپ به‌ویژه در عرصه موسیقی درام اند بیس آمریکای شمالی و بواسطه هنرمندانی چون ایوول اینتنت، جیک استنچاک و دیزل‌بوی دارای محبوبیت است. از هنرمندان قدیمی‌تر سبک هارد استپ نیز می‌توان به دی‌جی هایپ و دی‌جی زینک اشاره نمود.